# Joué-sur-Erdre
Joué-sur-Erdre es una comuna francesa, situada en la región de Países del Loira, departamento de Loira Atlántico, en el distrito de Ancenis y cantón de Riaillé.

## Etimología
Joué-sur-Erdre obtiene su nombre de la palabra latina Jovis designando Júpiter y del céltico Erdam designando un pequeño río. Su nombre galó es  Jouë (grafía MOGA) o Jóae (grafía ELG) ; y en bretón es Yaoued. El gentilicio bretón es Yaouedad y Yaouedadez.

## Geografía

### Comunas limítrofes
| Noroeste : Abbaretz       | Norte : La Meilleraye de Bretagne | Nordeste : Riaillé        |
| Oeste : Saffré            | Joué-sur-Erdre                    | Este : Trans-sur-Erdre    |
| Sudoeste : Nort-sur-Erdre | Sur : Les Touches                 | Sudeste : Trans-sur-Erdre |

### Geografía física

Joué-sur-Erdre.
La Demenure.
La Mulonnière.
La Gicquelière.

## Población y sociedad

### Demografía
Desde 1793 hasta 1954 la población de Joué-sur-Erdre acercó 3000 habitantes con un máximo de 2901 habitantes en 1891. La evolución demográfica de Joué-sur-Erdre por el INSEE puede ser retenida solo a partir de 1962.
| 1943                            | 2007 | 2109 | 2452 | 2709 | 2656 | 2520 | 2566 | 2580 | 2617 | 2684 | 2779 | 2664 | 2796 | 2831 | 2879 | 2901 | 2803 | 2804 | 2764 | 2806 | 2528 | 2524 | 2354 | 2302 | 2112 | 2029 | 1755 | 1882 | 1724 | 1764 | 1740 | 1690 | 1901 |
| (Fuente: Fiche Cassini y INSEE) |      |      |      |      |      |      |      |      |      |      |      |      |      |      |      |      |      |      |      |      |      |      |      |      |      |      |      |      |      |      |      |      |      |

Gráfico de la población:

### Heráldica

El blasón de Joué-sur-Erdre.
Las armerías se blasonan :
D'or à la bande ondée d'azur.

## Cultura y patrimonio

### Manifestaciones culturales
Cada año la ciudad celebra el "Pardon" (el "Perdón").